# Giant Metrewave Radio Telescope
| GMRT antena                 |                                                   |
| Organizacija:               | NCRA                                              |
| Lokacija                    | 10 km istocno od mjesta Narayangaon, Indija       |
| Radni dio spektra           | radio, 50 do 1500 MHz                             |
| Datum dovršenja             | first light 1995.                                 |
| Internet adresa             | gmrt.ncra.tifr.res.in                             |
| Fizikalne osobine teleskopa |                                                   |
| Stil teleskopa              | Niz od 30 paraboličnih reflektora                 |
| Promjer                     | 45                                                |
| Površina                    | 47,713 m2                                         |
| Žarišna duljina             |                                                   |
| Efektivna razlučivost       |                                                   |
| Postolje                    | alt-azimutalno potpuno upravljivo primarno zrcalo |
| Kupola                      | nema                                              |

Giant Metrewave Radio Telescope (GMRT) se nalazi kraj grada Pune, Indija.